# Mounir Boukadida
Mounir Boukadida (in arabo منير بوقديدة‎?; Susa, 24 ottobre 1967) è un ex calciatore tunisino, di ruolo difensore.